# Prosopocoilus girafa girafa
Prosopocoilus girafa girafa es una subespecie de coleóptero de la familia Lucanidae.

## Distribución geográfica
Habita en Uttar Pradesh, Hunan, Península de Malaca, Tenasserim y Andaman.